# 全国ポピュラーベストテン
『全国ポピュラーベストテン』（ぜんこくポピュラーベストテン）は、1986年4月から2006年4月2日まで火曜会の企画で、文化放送が制作受託し、文化放送と火曜会加盟のAM局で放送されていた、洋楽チャートラジオ番組。

## 概要
パーソナリティは音楽評論家の八木誠（～放送終了まで）。
文化放送と火曜会加盟のAM各局のランキング、電話リクエスト、ポップスのオンエア率、レコード・CD売り上げ、有線放送の放送回数等のデータを加味して、洋楽の上位20曲をランキング形式で毎週発表していた。
いわば「全国歌謡ベストテン」や「SUPER COUNTDOWN 10」の洋楽版であり、TOKYO FMの「ポップス・ベスト10」よりも歴史が古い長寿番組であった。
毎年年末には、文化放送アナウンサーの扇一平や太田英明を交え「全国ラジオ音楽賞・ポピュラー部門」が発表されていた。
なお、この項では前身番組に当たる「9500万人のポピュラーリクエスト」「オール・ジャパン・ポップ20」「ALL JAPAN TOP20」についても述べる。

## 歴史
- 前身は、1963年4月に放送を開始した「9500万人のポピュラーリクエスト」（9500まんにんのポピュラーリクエスト）。パーソナリティは小島正雄。毎週番組に寄せられたリクエスト葉書の数によってランキングを決定し、21位まで発表する形式。なお「21位」と中途半端なのは、「今週のベストテン」（TBSラジオ）や「東芝ヒットパレード」（ニッポン放送）といった当時の先発番組と差別化を図るためだったという。開始翌年には1週間に1万枚を超えるリクエスト葉書を集める人気番組となる。
- 1967年5月より、小島の降板に伴い番組名を「オールジャパン・ポップス20」に変更。パーソナリティは当時文化放送のアナウンサーだった土屋恵。ランキングも40位までの紹介となる。番組開始後ほどなく「ポップス20」から「ポップ20」に改題。以後、何度かのパーソナリティ変更（後述）を経て、同タイトルでの放送は1985年3月まで続く。
- 1985年4月より、小林克也をパーソナリティに迎え、「ALL JAPAN TOP20」（オール・ジャパン・トップ20）とタイトルを改めスタート。ネット局などはほとんど変更がなかったものの、ランキングの紹介は20位までとなり、得点も廃止、放送回数のカウントも改題1回目を第1週としてカウントするようになった[注 1]。
- 1986年1月より、地方局向けに八木誠のパーソナリティによる「ALL JAPAN TOP20」がスタートする。いわゆる「裏送り」バージョンで、同年3月までは小林克也版（文化放送のみでオンエア。文化放送制作）と八木誠版（地方局向け。火曜会制作、文化放送制作受託）、2つの「ALL JAPAN TOP20」が存在することとなった。なお、これら2つのバージョンは、ランキングも微妙に異なるものであった。
- 1986年4月より、八木誠版「ALL JAPAN TOP20」は「全国ポピュラーベストテン」に改題、それと同時に文化放送でのオンエアもスタートする[1]。放送回数（週数）のカウントも「オールジャパン・ポップ20」から通算したものに戻された。
- その一方で、小林克也版「ALL JAPAN TOP20」も文化放送のみでそのままオンエアが続くことになり[注 2]、文化放送では「ALL JAPAN TOP20」と「全国ポピュラーベストテン」、同じ番組を源流に持つ２つの洋楽チャートプログラムが別々に放送されることになった[1]。

## シリーズの終焉
2006年4月2日の放送（文化放送でのオンエア）をもって番組が終了。これにより、1963年4月に放送開始した『9500万人のポピュラーリクエスト』から始まった長寿番組シリーズは43年の歴史に幕を下ろした。

## シリーズの変遷
- 9500万人のポピュラーリクエスト - 1963年4月～1967年4月
- オールジャパン・ポップス20→オール・ジャパン・ポップ20 - 1967年5月～1985年3月
- ALL JAPAN TOP20 - 1985年4月～1986年3月
- 全国ポピュラーベストテン - 1986年4月～2006年4月

## 番組（全国ポピュラーベストテン）の構成
- 番組は、主に60分版と30分版（60分版を短縮したもの）があり、放送するAM局や放送時期によって異なっていた。
- 30分版では、10位～4位までのランク上昇曲を中心に3曲をフルコーラス（他の曲はフラッシュ）で紹介→20位～11位までをフラッシュで曲を紹介→3位～1位までをフルコーラスで紹介する構成であった。
- なお、60分版では30分版に加えて、20位～11位までの初登場曲やランク上昇曲をフルコーラスで数曲紹介したほかに、1960、70年代の洋楽ヒット曲を紹介する「八木誠のなんでもポップスファイル」のコーナーなどで構成されていた。
- このほか、毎週各地方局のアナウンサーや担当ディレクターが電話で八木とやりとりしながら、その局の洋楽ランキングトップ10を発表してもらうミニコーナーもあった（1990年頃まで）。
- ALL JAPAN TOP20の開始時にリニューアルされた3位、2位、1位の曲前に入るSE（「This Week No.〇」）は、「全国ポピュラーベストテン」に改題されたあともそのまま使用された。
- 例年、年末年始は通常のランキング発表を休止し、その年の12月最終週では、文化放送アナウンサーの扇一平や太田英明を交え「全国ラジオ音楽賞・ポピュラー部門」を発表し[注 4]、新年1月第1週目では、前年の年間ランキングトップ20を発表していた[注 5]。

## 番組のテーマ曲
- 1970年代（オールジャパン・ポップ20放送期）では、モンキーズの「スター・コレクター」が使用されていた。
- ALL JAPAN TOP20が開始した1985年4月から、全国ポピュラーベストテン放送期の1990年頃までは、番組のオープニング、エンディング共に、デイヴ・グルーシンの「ナイト・ラインズ」が使用されていた。
- 1990年代以降の番組エンディング曲は、オランダのフュージョングループ、フルーツケーキの『CAJINO JUNP』であった。

## パーソナリティ
- 「9500万人のポピュラーリクエスト」時代
  - 小島正雄（1963年 - 1967年）
- 「オールジャパン・ポップ20」時代
  - 土屋恵（1967年 - 1969年）
  - みのもんた（1969年 - 1976年）
  - せんだみつお（1976年 - 1980年）
土屋時代の後期から女性アシスタントが番組に加わる。初代アシスタントは後に女優としても活躍した須藤典子。みのもんた時代からは高橋小枝子がアシスタントを務めた（一時中断期間はあったものの、せんだみつお降板の1980年9月まで）。
  - ばんばひろふみ（1980年 - 1982年）
  - 梶原茂（1982年 - 1983年）
  - 川島なお美（1983年 - 1984年）
  - 八木誠（1984年 - 1985年）
ばんばひろふみ時代から八木誠が「チャート解説」という形で番組に加わる。八木はそれまでもピンチヒッターとして何度か本番組のパーソナリティを務めたことがあった。川島降板後の1984年4月からは単独でパーソナリティを務めた。
- 「ALL JAPAN TOP20」（火曜会版）時代
  - 小林克也（1985年4月 - 12月）
  - 八木誠（1986年1月 - 3月）
- 「全国ポピュラーベストテン」時代
  - 八木誠（1986年4月 - 番組終了まで）

## 各年度の年間チャート1位曲
「9500万人のポピュラーリクエスト」時代
- 1963年：（年間チャート発表なし）
- 1964年：恋はスバヤク／ガス・バッカス
- 1965年：ヘルプ／ビートルズ
- 1966年：君といつまでも／ベンチャーズ

「オール・ジャパン・ポップ20」時代（1985年は「ALL JAPAN TOP20」）
- 1967年：愛こそはすべて／ビートルズ
- 1968年：ジャンピン・ジャック・フラッシュ／ローリング・ストーンズ
- 1969年：オブ・ラ・ディ・オブ・ラ・ダ／ビートルズ
- 1970年：ミスター・マンデイ／オリジナルキャスト
- 1971年：ある愛の歌／フランシス・レイ、アンディ・ウィリアムス
- 1972年：ゴッドファーザー愛のテーマ／ニノ・ロータ、アンディ・ウィリアムス
- 1973年：イエスタデイ・ワンス・モア／カーペンターズ
- 1974年：バンド・オン・ザ・ラン／ウイングス
- 1975年：オンリー・イエスタディ／カーペンターズ
- 1976年：ロックン・ロール・ラブレター／ベイ・シティ・ローラーズ
- 1977年：ホテル・カリフォルニア／イーグルス
- 1978年：ストレンジャー／ビリー・ジョエル
- 1979年：アイム・セクシー／ロッド・スチュワート
- 1980年：ダンシング・シスター／ノーランズ
- 1981年：愛のコリーダ／クインシー・ジョーンズ
- 1982年：エボニー・アンド・アイボリー／ポール・マッカートニー、スティーヴィー・ワンダー
- 1983年：フラッシュダンス／アイリーン・キャラ
- 1984年：リフレックス／デュラン・デュラン
- 1985年：ウィ・アー・ザ・ワールド／USAフォー・アフリカ

「全国ポピュラーベストテン」時代
- 1986年：ステイ・ウィズ・ミー／エイス・ワンダー
- 1987年：ラ・イスラ・ボニータ／マドンナ
- 1988年：ラッキー・ラヴ／カイリー・ミノーグ
- 1989年：ライク・ア・プレイヤー／マドンナ
- 1990年：ヴォーグ／マドンナ
- 1991年：アイ・ドゥ・イット・フォー・ユー／ブライアン・アダムス
- 1992年：涙にさよなら／ウィルソン・フィリップス
- 1993年：それが愛というものだから／ジャネット・ジャクソン
- 1994年：ベイビー・アイ・ラブ・ユア・ウェイ／ビッグ・マウンテン
- 1995年：カラーズ・オブ・ザ・ウインド／ヴァネッサ・ウィリアムス
- 1996年：ビコーズ・ユー・ラヴド・ミー／セリーヌ・ディオン
- 1997年：キラメキ☆MMM BOP／ハンソン
- 1998年：マイ・ハート・ウィル・ゴー・オン～「タイタニック」愛のテーマ～／セリーヌ・ディオン
- 1999年：リヴィン・ラ・ヴィダ・ロカ／リッキー・マーティン
- 2000年：イッツ・マイ・ライフ／ボン・ジョヴィ
- 2001年：ジェイデッド／エアロスミス
- 2002年：ウイザウト・ミー／エミネム
- 2003年：ダイ・アナザー・デイ／マドンナ
- 2004年：ミー・アゲインスト・ザ・ミュージック／ブリトニー・スピアーズFeat.マドンナ
- 2005年：恋のマイアヒ／O-Zone

## 1位獲得記録（1967年以降）
※は不連続記録、▲は年末年始にランキング発表がなかった週を含む（前後が1位だった場合のみ加算）
- 12週
  - 二人だけのデート／ベイ・シティ・ローラーズ（1976年～1977年）▲
  - ストレンジャー／ビリー・ジョエル（1978年）※
- 11週
  - 愛の伝説／ミッシェル・ポルナレフ（1973年～1974年）▲
  - ダンシング・シスター／ノーランズ（1980年）
  - イッツ・マイ・ライフ／ボン・ジョヴィ（2000年）
- 10週
  - ヘイ・ジュード／ビートルズ（1968年）
  - ロックン・ロール・ラブレター／ベイ・シティ・ローラーズ（1976年）
  - オール・フォー・ラブ／ブライアン・アダムス、ロッド・スチュアート、スティング（1994年）
  - 愛を感じて／エルトン・ジョン（1994年）
- 9週
  - ゴッドファーザー・愛のテーマ／ニノ・ロータ、アンディ・ウィリアムス（1972年）
  - バイ・バイ・ベイビー／ベイ・シティ・ローラーズ（1974年）※
  - プリーズ・ミスター・ポストマン／カーペンターズ（1975年）※
  - ロックン・ローラー／ベイ・シティ・ローラーズ（1977年）
  - ライク・ア・ヴァージン／マドンナ（1985年）
  - ラッキー・ラヴ／カイリー・ミノーグ（1988年）
  - ファンタジー／マライア・キャリー（1995年）
  - ビリーヴ／シェール（1999年）
  - リヴィン・ラ・ヴィダ・ロカ／リッキー・マーティン（1999年）
  - ユー・ロック・マイ・ワールド／マイケル・ジャクソン（2002年～2003年）▲
  - オール・ザ・シングス・シー・セッド／t.A.T.u（2003年）

## 文化放送での放送時間
- 全国ポピュラーベストテンのスタートにあわせて、文化放送では1986年4月に土曜深夜26：30～27：00（～1992年10月まで）で放送開始[注 6]。以降、一部の時期（後述）を除いて、基本的には最終回まで30分版が放送されたが、番組改編期や特別番組等で放送中止の週がたびたびあった。
- その後、土曜16：30～17：00の時間帯（1992年10月～1993年10月）に移ったが、以降は番組改編期の都度、日曜朝の時間帯（6時、8時台）、平日の夜間（19時～21時台）や深夜（25時、26時台）の時間帯など放送時間が変わることが多かった。
- 1996年、97年の4月～10月期は、月曜の19：00～20：00に「太田英明のマンデーミュージックゾーン」（97年は「マンデーミュージックステーション」）の1コーナーとして、太田アナと八木が生放送で番組を進行することもあった。ただし、ナイター中継がない日や雨天中止時の放送であったため、特に9月、10月期は放送中止になる週が多かった。
- 2004年4月以降は、日曜朝6時台の放送（30分版、のち25分版）となり、最終回を迎えた。

## 各局の放送時間（2005年10月改編時）
- 文化放送 日曜6:30 - 6:55[注 7]
- 青森放送 日曜18:30 - 19:00
- 秋田放送 日曜22:00 - 22:30
- 山形放送 日曜21:00 - 21:30
- 北日本放送 日曜17:00 - 17:30
- 北陸放送 土曜16:30 - 17:00
- 福井放送 日曜11:00 - 11:30
- KBS京都 火曜21:00 - 21:30
- 山陰放送 日曜16:30 - 17:00
- 西日本放送 土曜16:30 - 17:00
- 高知放送 日曜20:00 - 20:30
- 熊本放送 日曜25:00 - 25:30